# 拉馬努金求和
拉馬努金求和（英語：Ramanujan summation）是由數學家斯里尼瓦瑟·拉馬努金所發明的數學技巧，指派一特定值予無限發散級數。儘管拉馬努金求和不是傳統總和的概念，其在探討發散級數上極有用處；因為在此情形下，傳統的求和方式是無法定義的。拉馬努金求和的成果可用在複分析、量子力學及弦理論等領域。

## 求和法
拉馬努金求和法本質上是部分和的性質，而非整個數列的級數和性質，後者在此情形通常是無法定義的。若我們同時採用歐拉-麥克勞林求和公式以及伯努利數的修正規則，可得：
{\displaystyle {\begin{aligned}{}&{\frac {1}{2}}f\left(0\right)+f\left(1\right)+\cdots +f\left(n-1\right)+{\frac {1}{2}}f\left(n\right)\\=&{\frac {1}{2}}\left[f\left(0\right)+f\left(n\right)\right]+\sum _{k=1}^{n-1}f\left(k\right)\\=&\int _{0}^{n}f(x)\,dx+\sum _{k=1}^{p}{\frac {B_{k+1}}{(k+1)!}}\left[f^{(k)}(n)-f^{(k)}(0)\right]+R_{p}\end{aligned}}}
拉馬努金寫道：當p趨近於無限大，
{\displaystyle \sum _{k=1}^{x}f(k)=C+\int _{0}^{x}f(t)\,dt+{\frac {1}{2}}f(x)+\sum _{k=1}^{\infty }{\frac {B_{2k}}{(2k)!}}f^{(2k-1)}(x)}，
其中C是此級數的特定常數，然而拉馬努金並未指定其解析延拓以及積分的上下限。將兩式作比較，並假設R趨近於0，而x趨近於無限大；當一函數 f(x) 在x = 0不發散：
{\displaystyle C(a)=\int _{0}^{a}f(t)\,dt-{\frac {1}{2}}f(0)-\sum _{k=1}^{\infty }{\frac {B_{2k}}{(2k)!}}f^{(2k-1)}(0)}
其中拉馬努金假設{\displaystyle \scriptstyle a\,=\,0}。若設{\displaystyle \scriptstyle a\,=\,\infty }，可得到尋常收斂級數的求和式。當一函數 f(x) 在x = 1不發散，可得：
{\displaystyle C(a)=\int _{1}^{a}f(t)\,dt+{\frac {1}{2}}f(1)-\sum _{k=1}^{\infty }{\frac {B_{2k}}{(2k)!}}f^{(2k-1)}(1)}
C(0)因此被提議用作發散數列的和。在此建立了求和與積分之間的橋梁。

## 發散級數的和
下文中，{\displaystyle \scriptstyle (\Re )}表示「拉馬努金求和法的值」。此式最早出現在拉馬努金的筆記本，筆記本中沒有任何註記指示出此為一種新求和法的範例。
舉例來說，1 - 1 + 1 - 1 + ⋯的{\displaystyle \scriptstyle (\Re )}為:
{\displaystyle 1-1+1-1+\cdots ={\frac {1}{2}}\ (\Re )}。
拉馬努金計算了一些知名發散級數的「和」。注意到拉馬努金和並非一般級數和的概念，亦即部分和不會收斂到{\displaystyle \scriptstyle (\Re )}這個值。
又如1 + 2 + 3 + 4 + ⋯的拉馬努金和{\displaystyle \scriptstyle (\Re )}：
{\displaystyle 1+2+3+4+\cdots =-{\frac {1}{12}}\ (\Re )}
延伸至正偶數冪，可得：
{\displaystyle 1+2^{2k}+3^{2k}+\cdots =0\ (\Re )}
而奇數冪的結果則與伯努利數有關：
{\displaystyle 1+2^{2k-1}+3^{2k-1}+\cdots =-{\frac {B_{2k}}{2k}}\ (\Re )}
目前有提議採用C(1)取代C(0)作為拉馬努金求和的結果，以其可保證一個級數{\displaystyle \scriptstyle \sum _{k=1}^{\infty }f(k)}允許唯一的拉馬努金求和結果。
如此拉馬努金求和的定義（標作{\displaystyle \scriptstyle \sum _{n\geq 1}^{\Re }f(n)}）與早期拉馬努金求和C(0)不相同，也與收斂級數求和的結果不相同；但其帶有有趣的性質：若R(x)趨近於一個有限值極限，當x → +1，則此級數{\displaystyle \scriptstyle \sum _{n\geq 1}^{\Re }f(n)}是收斂的，而可得
{\displaystyle \sum _{n\geq 1}^{\Re }f(n)=\lim _{N\to \infty }\left[\sum _{n=1}^{N}f(n)-\int _{1}^{N}f(t)\,dt\right]}。
特別是如下例子：
{\displaystyle \sum _{n\geq 1}^{\Re }{\frac {1}{n}}=\gamma }
其中γ是歐拉-馬斯刻若尼常數。
拉馬努金求和可以延伸至積分：舉例來說，運用歐拉-麥克勞林求和公式可寫出
{\displaystyle {\begin{array}{l}\int \nolimits _{a}^{\infty }x^{m-s}dx={\frac {m-s}{2}}\int \nolimits _{a}^{\infty }x^{m-1-s}dx+\zeta (s-m)-\sum \limits _{i=1}^{a}i^{m-s}+a^{m-s}\\-\sum \limits _{r=1}^{\infty }{\frac {B_{2r}\Gamma (m-s+1)}{(2r)!\Gamma (m-2r+2-s)}}(m-2r+1-s)\int \nolimits _{a}^{\infty }x^{m-2r-s}dx\end{array}}}，
此為ζ函數正規化演算積分的自然延伸。
迭代方程式為有限的，因為當{\displaystyle m-2r<-1}，
{\displaystyle \qquad \int _{a}^{\infty }dxx^{m-2r}=-{\frac {a^{m-2r+1}}{m-2r+1}}}；
其中
{\displaystyle I(n,\,\Lambda )\,=\,\int _{0}^{\Lambda }dxx^{n}}（參見：黎曼ζ函數正規化。）
要是{\displaystyle \Lambda \rightarrow \infty }，拉馬努金求和可以應用在量子場論的重整化方法，得到有限值的結果。